# Бразильский симфонический оркестр
Бразильский симфонический оркестр (порт. Orquestra Sinfônica Brasileira) — симфонический оркестр из Рио-де-Жанейро. Основан в 1940 году композитором и дирижёром Жозе Сикейрой. Первый концерт состоялся 11 июля того же года и был приурочен ко дню рождения классика бразильской музыки Карлуса Гомеса. Основной концертной площадкой оркестра с 2013 года служит зал в комплексе Город искусств, построенном по проекту Кристиана де Порзампара, — второй по величине в Латинской Америке (вместимость 1800 мест).

## История оркестра
Ключевой фигурой в развитии оркестра в его первые десятилетия стал Арналду Гинле — крупный спортивный менеджер, президент футбольного клуба «Флуминенсе»: на протяжении многих лет он был президентом оркестра, во многом определял кадровую политику, лично финансировал коллектив, а благодаря близости к президенту страны Жетулиу Варгасу добился для него также и государственного финансирования. Среди исполнителей, привлечённых к игре в составе оркестра в его ранние годы, были молодые музыканты, сделавшие в дальнейшем заметную карьеру, — в частности, Альдо Паризот и Ноэль Дево; первым концертмейстером оркестра стал Рикардо Однопозофф.
В 1956 году оркестр выпустил первый диск, распространявшийся по всему миру через бразильские посольства; частью диска была запись Третьей симфонии Камарго Гварньери, впервые исполненной оркестром. Среди заметных страниц истории оркестра — нью-йоркские гастроли в сентябре 2001 года, приуроченные ко Дню независимости Бразилии: помимо концерта в Линкольн-центре, в ходе которого звучала музыка нескольких бразильских композиторов, коллектив выступил также в Центральном парке вместе с солистом Лео Гандельманом.
В XXI веке оркестр пережил несколько критических ситуаций. В 2011 году на протяжении нескольких месяцев его работа была парализована после того, как главный дирижёр Роберту Минчук потребовал переаттестации оркестрантов: значительная часть музыкантов отказалась от выступлений, и в конце концов Минчук вынужден был уйти в отставку, а оркестр вернулся к работе в близком к прежнему составе. В 2016—2017 гг. концертный сезон не состоялся, а музыканты больше восьми месяцев оставались без зарплаты, так что их коллеги из других оркестров даже вынуждены были проводить благотворительные концерты в пользу Бразильского симфонического.

## Главные дирижёры
- Ойген Сенкар (1940—1948)
- Ламберто Бальди (1949—1950)
- Элеазар де Карвалью (1951—1962)
- Альсеу Ариосто Боккино (1963—1965)
- Элеазар де Карвалью (1966—1968)
- Исаак Карабчевский (1969—1996)
- Роберту Тибириса (1996—1998)
- Йерухам Шаровский (1998—2005)
- Роберту Минчук (2005—2011)
- Паблу Кастельяр/Фернанду Бикуду (2011—2012)
- Паблу Кастельяр (с 2012)